# Yueosaurus
Yueosaurus („ještěr z kraje Yue“) byl rod bazálního ornitopodního dinosaura, žijícího v období rané až pozdní křídy (věk apt až cenoman) na území dnešní Číny (provincie Če-ťiang, geologické souvrství Liangtoutang). Náležel patrně do čeledi Jeholosauridae.

## Popis
Tento malý ornitopodní dinosaurus dosahoval délky asi 1,8 metru a průměrné hmotnosti pouze kolem 4,6 kilogramu.
Holotyp tohoto dinosaura nese označení ZMNH M8620, jedná se o artikulovanou a dobře zachovanou postkraniální kostru. Fosilie tohoto býložravého ptakopánvého dinosaura byly objeveny v oblasti Tiantai (odtud druhové jméno). Yueosaurus je nejjižněji žijícím bazálním asijským ornitopodem a prvním popsaným z Číny. Od ostatních ornitopodů se liší unikátní kombinací některých anatomických kosterních znaků.